# Campus1477

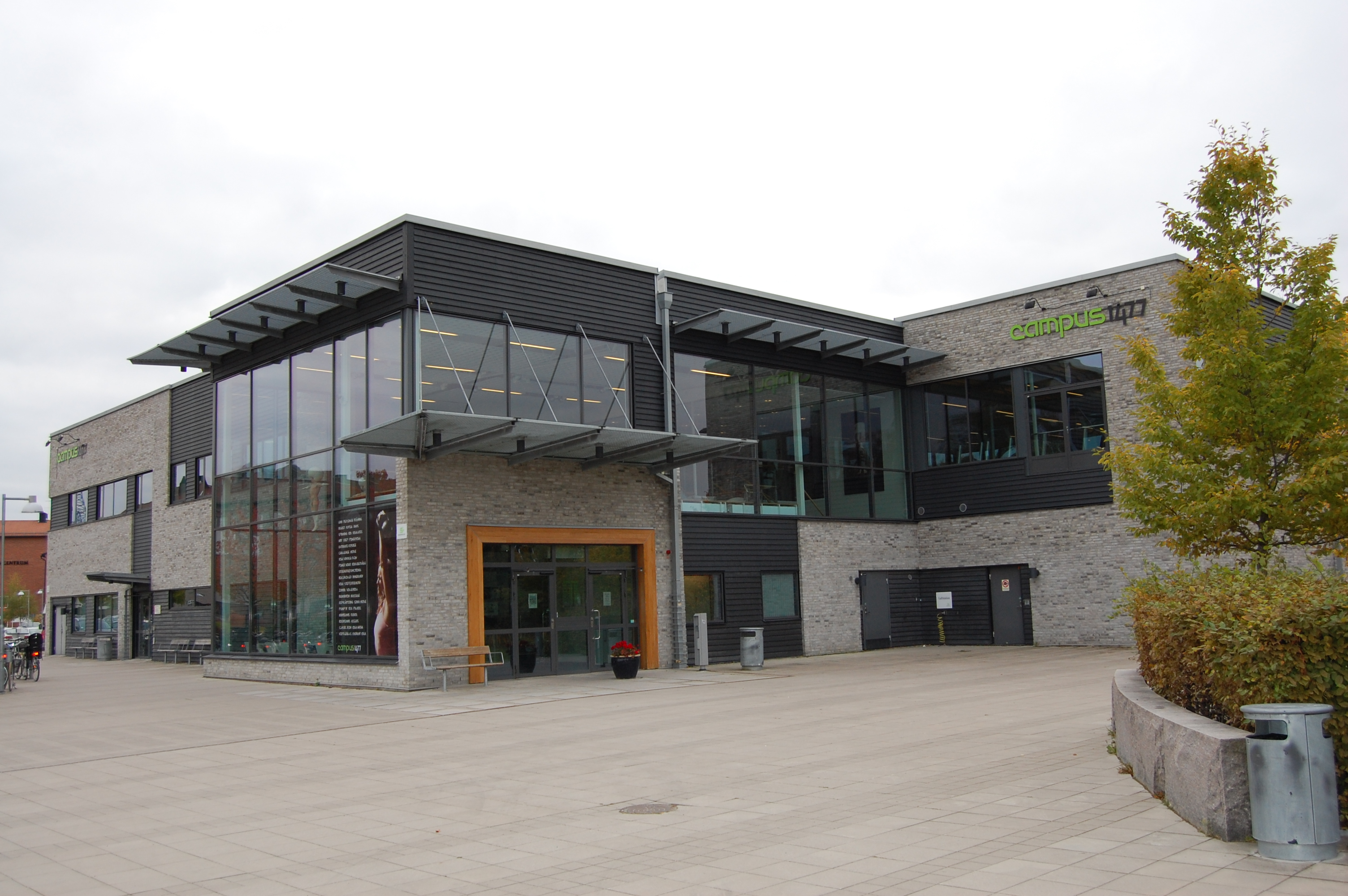
Campus1477:s anläggning vid Blåsenhus.

Campus1477 är ett gym i Uppsala. Gymmet drivs av Studentmotion1477, en ideell föreningen som ägs av samtliga nationer via Kuratorskonvetet, Uppsala studentkår och Farmacevtiska studentkåren på uppdrag av Uppsala universitet. Verksamheten är primärt riktad mot studenter men öppen för alla. 
Gymmets namn kommer från Uppsala universitets etableringsår 1477. 
1910 invigdes "Gymnastiska institutionens byggnad", bättre känd som Svettis, vilken i nära hundra år kom att vara centrum för Studenthälsans träningsverksamhet. 2010 flyttade Studenthälsans träningsverksamhet till de nya, nuvarande lokalerna, och träningsavdelningen bytte i samband med detta namn till Campus1477.   2016 uppgick Studenthälsan, och i Uppsala universitet från att tidigare ha drivits av Uppsala studentkår. Studenthälsan separerade då från Studentorganisationen och kvar blev Campus1477. Namnet Studenthälsan i Uppsala ändrades till Studentmotion1477 i samband med separationen.